# Teorema chinezească a resturilor

Formularea originală a lui Sun-tzu: sistemul:
Are o infinitate de soluții, unde

Teorema chinezească a resturilor este un rezultat provenit din teoria numerelor, cu aplicații în criptografie. Teorema a fost cunoscută de matematicienii chinezi din secolul al III-lea, apărând într-o carte a matematicianului Sunzi în Sunzi Suanjing, iar apoi, în 1247, într-o altă carte a lui Qin Jiushao. 

## Enunț
Dacă {\displaystyle m_{1},m_{2},...,m_{n}} sunt numere întregi prime între ele două câte două, atunci, pentru orice numere întregi {\displaystyle a_{1},a_{2},...,a_{n}}, există un număr întreg {\displaystyle x} care este soluție a următorului sistem de congruențe:
{\displaystyle {\begin{aligned}x&\equiv a_{1}{\pmod {m_{1}}}\\x&\equiv a_{2}{\pmod {m_{2}}}\\&\vdots \\x&\equiv a_{k}{\pmod {m_{k}}}\end{aligned}}}
Pentru a rezolva sistemul, definim mai întâi notația {\displaystyle x_{m}^{-1}}drept inversul modular al lui {\displaystyle x} în raport cu {\displaystyle m}, unde {\displaystyle x,m\in \mathbb {Z} }. Dacă {\displaystyle X_{k}={\frac {M}{m_{k}}}}, oricare ar fi {\displaystyle k={\overline {1,n}}}, unde {\displaystyle M={m_{1}*m_{2}*...*m_{n}}}, atunci {\displaystyle x=a_{1}X_{1}{X_{1}}_{m_{1}}^{-1}+a_{2}X_{2}{X_{2}}_{m_{2}}^{-1}+...+a_{n}X_{n}{X_{n}}_{m_{n}}^{-1}=\sum _{k=1}^{n}{a_{k}X_{k}{X_{k}}_{m_{k}}^{-1}}}. Pentru a verifica corectitudinea soluției propuse, se poate observa că fiecare termen {\displaystyle {a_{k}X_{k}{X_{k}}_{m_{k}}^{-1}}} din sumă este congruent cu {\displaystyle a_{k}({\text{mod }}m_{k})}, deoarece {\displaystyle {X_{k}{X_{k}}_{m_{k}}^{-1}}\equiv 1({\text{mod }}m_{k})}. De asemenea, toți ceilalți termeni {\displaystyle {a_{i}X_{i}{X_{i}}_{m_{i}}^{-1}}}, unde {\displaystyle i\neq k}, conțin elementul {\displaystyle X_{i}={\frac {m_{1}m_{2}...m_{n}}{m_{i}}}} care este multiplu de {\displaystyle m_{k}}, motiv pentru care se vor anula. Astfel, sistemul inițial se verifică. Mai mult, sistemul are o infinitate de soluții: {\displaystyle S=\{x+kM\,\,|\,\,k\in \mathbb {Z} \}}. 

## Exemplu
Să considerăm sistemul:
{\displaystyle {\begin{aligned}x&\equiv 3{\pmod {5}}\\x&\equiv 4{\pmod {7}}\\x&\equiv 2{\pmod {3}}\end{aligned}}}
Conform formulei {\displaystyle x=\sum _{k=1}^{n}{a_{k}X_{k}{X_{k}}_{m_{k}}^{-1}}}, soluția se va calcula drept: {\displaystyle x=3*21*1+4*15*1+2*35*2=263}. Pornind de la această soluție, putem găsi o infinitate de alte soluții: {\displaystyle x=263+105k}.

## Generalizare
Relația {\displaystyle x\equiv y{\pmod {m_{i}}}}, unde {\displaystyle 1\leq i\leq n} este validă dacă și numai dacă {\displaystyle x\equiv y{\pmod {M}}}; de aceea, sistemul de congruențe poate fi rezolvat chiar dacă numerele {\displaystyle m_{i}} nu sunt prime între ele două câte două, cu condiția:
{\displaystyle a_{i}\equiv a_{j}{\pmod {cmmdc(m_{i},m_{j})}}\,\,\,\,\forall \,1\leq i,\,j\leq n\,\!}
Toate soluțiile {\displaystyle x} vor fi atunci congruente modulo cel mai mic multiplu comun al numerelor {\displaystyle m_{i}}:
{\displaystyle M=cmmmc(m_{1},m_{2},...,m_{n})}